# Lijmfaalmechanisme
Een lijmfaalmechanisme is een omstandigheid die tot een falende lijmverbinding leidt. De meeste oorzaken van een falende lijmverbinding zijn terug te voeren tot adhesieve breuken. Deze adhesieve breuken zijn te wijten aan onvoldoende (voor)behandeling van de substraten (ondergrond) en/of een foutieve lijmkeuze. Een optimale lijmverbinding faalt (bezwijkt) met een cohesieve breuk. Dit is een breuk in het lijmmateriaal. De volgende faalmechanismen worden onderscheiden:

## Adhesieve breuk
De adhesie is de kracht tussen de lijm en het substraat (ondergrond). De vanderwaalskrachten hebben de meeste invloed op de sterkte van een lijmverbinding. Het optimale contactoppervlak, dat de grootste adhesiekrachten geeft, is voor iedere lijmsoort anders. Voor bijvoorbeeld een PU-lijm ligt dit rond de 100 nanometer. Daarom moet het oppervlak van het substraat door de lijmmassa voldoende bevochtigd kunnen worden. Hierdoor is er een optimaal contact tussen de lijm en het substraat mogelijk. Een niet optimaal contact is (meestal) te wijten aan vervuilde substraten of aan substraten die een slechte bevochtigingsgraad hebben. Door verschillende behandelingen kan de bevochtigingsgraad verbeterd worden.

## Vuil substraat
Als een substraat (oppervlak) vuil is, zal de lijm zich hechten aan het vuil. Meestal is de hechting van het vuil aan het substraat dusdanig slecht dat de lijmverbinding zal falen. Het reinigen van de substraten voorkomt het falen van de lijmverbinding.

## Vocht
Als er vocht tussen het substraat en de lijmmassa komt, zal bij vorst het vocht (water) veranderen in ijs. Bij de overgang van water naar ijs neemt het volume met ongeveer 10% toe. Deze volumetoename is er de oorzaak van dat de lijmmassa loskomt van het substraat. Een goede primer (eerste laag) en een juiste lijmsoort voorkomen dit probleem.

## Oxidatie
Door een reactie met de omgeving kan metaal oxideren. Deze oxidatie (roest) zal zich niet verbinden met de lijmmassa. Een goede primer (eerste laag) en een juiste lijmsoort voorkomen dit probleem.

## Onjuiste lijmkeuze
Elke lijmsoort heeft bepaalde kenmerken die hem geschikt of ongeschikt maken voor een bepaald substraat.

## Constructieve oorzaken

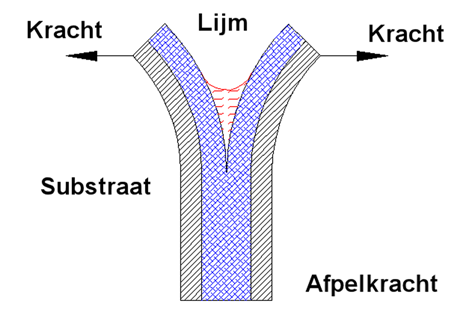
Pelmechanisme

Een lijmverbinding kan zeer slecht tegen afpelkrachten en tegen een constante belasting. Bij het afpellen komen alle krachten op een vlak van de lijmverbinding te staan, waardoor deze overbelast wordt en bezwijkt. Bij een constante belasting kruipt (vloeit) de lijmmassa. Hierdoor zal de verbinding (uiteindelijk) bezwijken.

## Uv-straling
Ultraviolet licht is voldoende energetisch om in de bovenste schil van een lijmlaag de verbindingen te verbreken. Bij materialen die uv-stralen doorlaten (zoals glas), zorgen de uv-stralen ervoor dat de lijmverbinding loskomt van het substraat. Een uv-bestendige primer of een primer met een “uv-blocker” zorgt ervoor dat de uv-stralen geen schade aan de lijm kunnen aanrichten.